# Joseph II. (Konstantinopel)

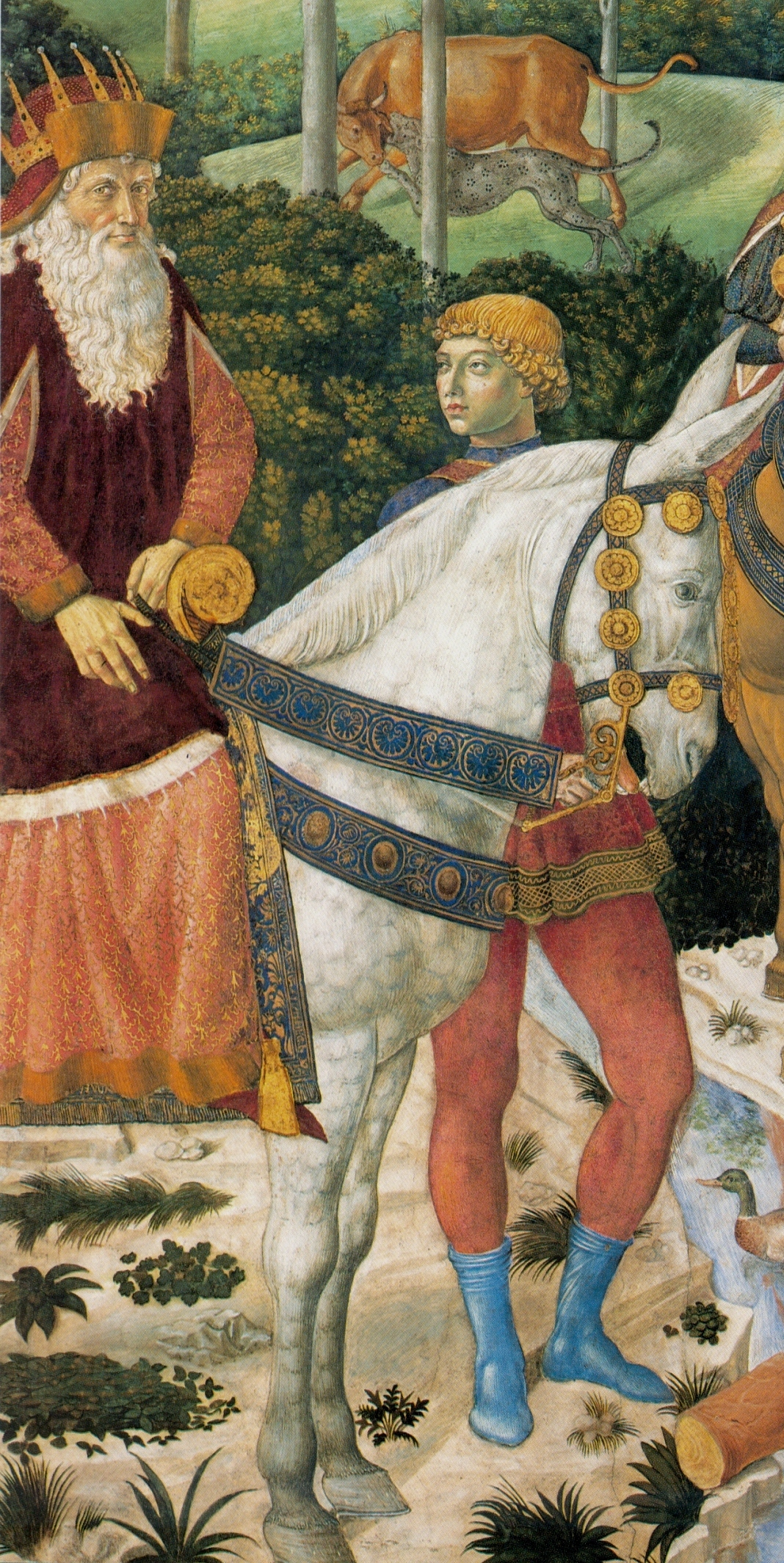
Patriarch Joseph II. von Konstantinopel, dargestellt als einer der drei Hl. Könige, Fresko von Benozzo Gozzoli (1420–1497), Florenz

Joseph II. (* 1360; † 10. Juni 1439 in Florenz) war von 1416 bis 1439 Patriarch von Konstantinopel.
Joseph, ein Sohn des bulgarischen Prinzen und späteren Zaren Iwan Schischman, war Mönch in einem Athos-Kloster und wurde 1393 zum Metropoliten von Ephesus gewählt. Am 21. Mai 1416 wurde er Patriarch von Konstantinopel.
Joseph nahm 1438/39 am Konzil von Ferrara-Florenz teil, auf dem die Einheit zwischen Ost- und Westkirche wiederhergestellt werden sollte. Er war, wie der damalige byzantinische Kaiser Johannes VIII. und der russische Metropolit Isidor von Kiew, ein Unionsbefürworter und unterwarf sich kurz vor seinem Tod dem römischen Primatsanspruch. Das auf dem Konzil erarbeitete Unionsdekret wurde von 31 Bischöfen sowie dem byzantinischen Kaiser unterzeichnet, von Seiten der Orthodoxie aufgrund von bleibenden Differenzen in Glaubensfragen aber nicht dauerhaft rezipiert. 21 der Unterzeichner widerriefen ihre Unterschrift bis 1445.
Die sterblichen Überreste von Joseph II. sind heute in der Kirche Santa Maria Novella in Florenz beigesetzt.